# Thibaudia mellifera
Thibaudia mellifera är en ljungväxtart som beskrevs av Hipólito Ruiz López och Pav. Thibaudia mellifera ingår i släktet Thibaudia och familjen ljungväxter. Inga underarter finns listade i Catalogue of Life.